# CHROMAKOPIA
《CHROMAKOPIA》是美国说唱歌手兼制作人造物主泰勒的第七张录音室专辑，由哥伦比亚于2024年10月28日发行，是2021年专辑《有我罩你》的续作。《CHROMAKOPIA》由泰勒本人创作、制作和编曲。专辑中有丹尼尔·凯撒、Doechii、GloRilla、La Toya Williams、李尔·韦恩、萝拉·杨、桑蒂戈尔德、Schoolboy Q、Sexyy Red和Teezo Touchdown的客串献声，而专辑的实体版本还额外收录了Playboi Carti的客串。
《CHROMAKOPIA》获得乐评人的广泛赞誉。乐评人赞扬了专辑的歌词、连贯性和制作，甚至对专辑混乱和令人困惑的方面也给出积极评价。专辑收录了先行单曲《Noid》以及两首宣传单曲“St. Chroma”和“Thought I Was Dead”。

## 作品构成

### 音乐
《CHROMAKOPIA》主要是一张嘻哈、R&B和爵士乐专辑，它包含了折衷主义的乐器编排。它融合了泰勒第四张专辑《花樣男孩》（2017）中的音乐风格，例如新灵魂乐旋律和基于合成器的编曲。专辑中也出现了进行曲和灵魂乐元素。

### 主题和歌曲含义
《CHROMAKOPIA》由泰勒的母亲博尼塔·史密斯（Bonita Smith）担任旁白。其概念灵感来自于他在大洛杉矶地区的成长经历，以及他从小从史密斯那里学到的人生教训，这些教训在他长大后才开始理解。媒体刊物推测，这张专辑的名字可能来自1961年儿童小说《神奇收費亭》中人物色彩大师（Chroma the Great）的故事。这个人物是一位指挥家，他的管弦乐队创造了世界的色彩。《Dork》的杰克·霍克斯（Jake Hawkes）指出，这个角色与专辑的美学元素有关，但对歌词内容的影响很小。
乐评人将《CHROMAKOPIA》描述为一张围绕青年对刚刚开始的成年生活的担忧而展开的早期中年危机专辑。专辑的同名开场曲中介绍了专辑主人公圣·克罗马（St. Chroma）。史密斯把他描绘为光明，并告诉他永远不要为了任何人而黯淡自己的光芒。Rah Tah Tah中包含自夸的歌词，泰勒宣称自己是继肯德里克·拉马尔之后洛杉矶最伟大的说唱歌手。Noid探讨了他对名人文化和单向交往的焦虑。在与Teezo Touchdown合作的Darling, I中，泰勒讨论了他的艺术抱负和对一夫一妻制的反思。
以Hey Jane（一家与堕胎相关的医疗保健公司）命名的歌曲Hey Jane展示了泰勒和一位不愿透露姓名的年长女性在意外怀孕后的一段对话。《告示牌》的麦肯齐·卡明斯-格雷迪（Mackenzie Cummings-Grady）写道，在这首歌中，泰勒“讲述了他挥之不去的偏执”，同时讲述了他“对孩子的渴望”。

## 发行和宣传

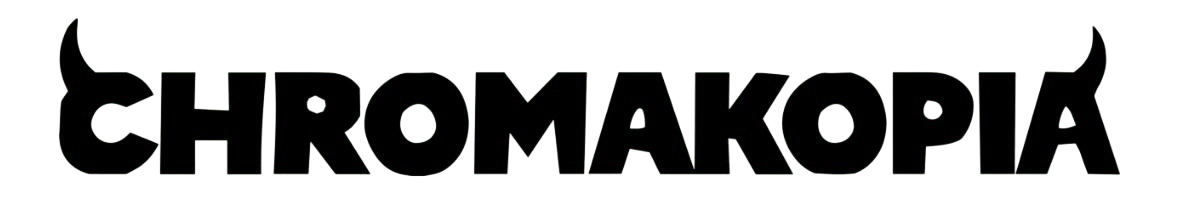
CHROMAKOPIA徽标，使用Poleno Semi Bold字体，带有类似尖角的装饰

2024年10月16日，泰勒在他的社交媒体账号上发布了《CHROMAKOPIA》开场曲St. Chroma的预告片。第二天，他公布了专辑名称、发行日期和封面。他选择在2024年10月28日星期一美国东部时区早上6点发行《CHROMAKOPIA》。专辑的主打单曲Noid于10月21日发行。第十一首歌曲Thought I Was Dead的预告片于10月26日发布。在专辑限量版黑胶唱片的宣传视频中，还预告了另外三首歌曲。
宣传《CHROMAKOPIA》的卡车和海运集装箱出现在美国各地，包括泰勒、休斯敦、达拉斯、亚特兰大、夏洛特、哥伦布、费城、罗斯威尔、鳳凰城、霍桑（泰勒的家乡）和洛杉矶。在专辑发行前一天，泰勒在Intuit Dome举办了一场专辑试听会。

### 巡回演唱会
CHROMAKOPIA：世界巡回演唱会于2024年10月23日宣布。此次巡演由AEG Presents主办，特邀嘉宾包括Lil Yachty和Paris Texas，将在北美洲（包括美国和加拿大）举办50场演出，在欧洲和英国举办18场演出，并在大洋洲（包括澳大利亚和新西兰）举办10场演出。此次巡演将于2025年全年进行。

## 专业评价
| 綜合得分                 | 綜合得分 |
| 來源                     | 評分     |
| ------------------------ | -------- |
|                          | 91/100   |
| 評論得分                 |          |
| 來源                     | 評分     |
| 《Clash》                | 9/10     |
| 《后果》                 | A-       |
| 《Dork》                 | [ 11 ]   |
| 《卫报》                 | [ 12 ]   |
| 《The Line of Best Fit》 | 9/10     |

《CHROMAKOPIA》获得了广泛的赞誉。评论聚合网站Metacritic综合4个乐评给予《Chromakopia》加權平均分數91的评分，这显示专辑获得了压倒性的好评。
奈尔·史密斯（Niall Smith）在为《Clash》撰稿时写道，“专辑的中段延续了专辑（之前的）品质”，然而，“虽然这张专辑中没有任何一首完全薄弱的歌曲”，但有些时候“跟泰勒以前的作品比起来，编排让人感觉没有那么紧凑”。史密斯总结道，“虽然有些音乐元素感觉有点保守，但声音设计更加精细和清晰”，同时指出这张专辑展示了泰勒熟练运用他“已经掌握的风格”。乔纳·克鲁格（Jonah Krueger）在为《后果》杂志撰稿时写道，“整张专辑都能感受到母亲般的关怀”，并且泰勒在整张专辑中“[探索]了他的焦虑和创伤”。杰克·霍克斯（Jake Hawkes）在为《Dork》撰稿时指出，《CHROMAKOPIA》是一张“内容庞杂的”专辑，但是“泰勒成功地把它融合成一个连贯的整体”。霍克斯继续说道，“在歌词方面，泰勒（在这张专辑的歌词）似乎是他多年来最坦诚的一次”，最后总结道，这张专辑“有深度，有世界观构建，但同样重要的是，它也有一些绝对的热门歌曲”。亚历克西斯·彼得里迪斯在为《卫报》撰稿时写道，“歌曲飘忽不定，如同挣脱了锚链的船只，从一种声音突然转到另一种声音”，并且它们经常“在几分钟内就完全变了样”。彼得里迪斯总结道，“《CHROMAKOPIA》最终似乎表现出一种混乱的状态，一切都处于不断变化之中，没有什么东西完全像最初看起来那样”。
史蒂文·洛夫廷（Steven Loftin）在为《The Line of Best Fit》撰稿时写道，“專輯执行经过了深思熟虑和精心润色”，然而，“它很混乱，也很真实”。洛夫廷表示，这张专辑“继续拼凑着造物主泰勒的拼图，却没有让画面更加清晰”。汤姆·布雷汉（Tom Breihan）在为《Stereogum》撰稿时提到了这张专辑与肯德里克·拉马尔的专辑《士氣先生與幹大事者》（2022）的相似之处，并指出《CHROMAKOPIA》是“泰勒的疗愈专辑，是他有意识地在公众面前试图解决自己问题的尝试”。《告示牌》的麦肯齐·卡明斯-格雷迪（Mackenzie Cummings-Grady）写道，“每个人都能从（这一专辑）得到一些什么”，并且“在（作品）充满普世元素、时而有念旧情怀的构建之中，这张专辑也极具内省性质”。

## 商业成绩
《CHROMAKOPIA》在Spotify全球排行榜上获得了超过85665784次的单日播放量，平均每首歌超过600万次播放量。这使其成为2024年Spotify上首日播放量最高的嘻哈专辑，并跻身史上播放量最高的专辑前20名。它还同时占据了美国Spotify排行榜的前14名，“St. Chroma”以526.1万次播放量位居榜首。《CHROMAKOPIA》也登上了美国Apple Music专辑排行榜的第一名，并同时占据了美国Apple Music歌曲排行榜的前12名，“St. Chroma”同样位居榜首。
尽管第一周的计量周期不完整（专辑在星期一发行，而这一榜单的计量周期是从星期五到下一个星期四），《CHROMAKOPIA》预计仍将在美国告示牌二百强专辑榜上以高达30万+专辑等价单位的销量空降冠军。如果《CHROMAKOPIA》的销量达到预期或更高，它将超过《有我罩你》（16.9万单位），成为泰勒首周销量最高的专辑。这张专辑也将成为2024年发行的说唱专辑中首周销量最高的专辑。

## 曲目列表
所有曲目均由泰勒·奥康马创作、制作和编曲，其他词曲作者将另行注明。“Balloon”由Jayda Love参与制作。
| 《CHROMAKOPIA》曲目列表 | 《CHROMAKOPIA》曲目列表                                       | 《CHROMAKOPIA》曲目列表 | 《CHROMAKOPIA》曲目列表 |
| 曲序                    | 曲目                                                          | 词曲 | 时长                    |
| ----------------------- | ------------------------------------------------------------- | --- | ----------------------- |
| 1.                      | St. Chroma（featuring 丹尼尔·凯撒）                           | 奥康马 Ashton Simmonds | 3:17                    |
| 2.                      | Rah Tah Tah                                                   | | 2:45                    |
| 3.                      | Noid                                                          | 奥康马 Paul Nyirongo （ 英语 ： Paul Ngozi） [b] | 4:44                    |
| 4.                      | Darling, I（featuring Teezo Touchdown）                       | 奥康马 卡玛尔·法里德 （ 英语 ： Q-Tip (musician)） [c] 巴里·怀特 （ 英语 ： Barry White） [c] | 4:13                    |
| 5.                      | Hey Jane                                                      | | 4:00                    |
| 6.                      | I Killed You                                                  | | 2:48                    |
| 7.                      | Judge Judy                                                    | | 4:29                    |
| 8.                      | Sticky（featuring GloRilla、Sexyy Red和李尔·韦恩）            | 奥康马 Gloria Woods （ 英语 ： GloRilla） Dwayne Carter, Jr. （ 英语 ： Lil Wayne） Janae Wherry （ 英语 ： Sexyy Red） Deanna Brown [d] Deidre Brown [d] Yamma Brown [d] David Brown （ 英语 ： Young Buck） [d] Timothy Clayton [d] Jamal Jones （ 英语 ： Polow da Don） [d] Zachary Wallace [d] Elvis Williams （ 英语 ： Blac Elvis） [d] Rex Zamor 蒂莫西·莫斯利 Aaron Bolton Dudley Duverne Zachary Anson Wallace | 4:15                    |
| 9.                      | Take Your Mask Off（featuring 丹尼尔·凯撒和La Toya Williams） | 奥康马 Kathryn Thomas Gregory Cook | 4:13                    |
| 10.                     | Tomorrow                                                      | Simmonds | 3:02                    |
| 11.                     | Thought I Was Dead（featuring Schoolboy Q和桑蒂戈尔德）       | | 3:27                    |
| 12.                     | Like Him（featuring 萝拉·杨）                                 | | 4:38                    |
| 13.                     | Balloon（featuring Doechii）                                  | 奥康马 杰拉·希克蒙 路德·坎贝尔 （ 英语 ： Uncle Luke） [e] 哈里·韦恩·凯西 （ 英语 ： Harry Wayne Casey） [e] Richard Finch （ 英语 ： Richard Finch (musician)） [e] 詹姆斯·布朗 [e] 罗伯特·金亚德 （ 英语 ： Rob Base & DJ E-Z Rock） [e] | 2:34                    |
| 14.                     | I Hope You Find Your Way Home                                 | | 4:29                    |
| 总时长：                | 总时长：                                                      | 总时长： | 52:54                   |

| 黑胶试压版奖励曲目 | 黑胶试压版奖励曲目 | 黑胶试压版奖励曲目 |
| 曲序               | 曲目               | 时长               |
| ------------------ | ------------------ | ------------------ |
| 15.                | Mother             | 4:14               |
| 总时长：           | 总时长：           | 57:08              |

注释
- ^[a] 表示其他制作人

采样
- ^[b] Noid包含保罗·恩戈齐（英语：Paul Ngozi）创作、Ngozi Family表演的“Nizakupanga Ngzo”的节选。
- ^[c] Darling, I包含Q堤（英语：Q-Tip (musician)）和巴里·怀特（英语：Barry White）创作、Q堤（英语：Q-Tip (musician)）表演的Vivrant Thing（英语：Vivrant Thing）的采样。
- ^[d] Sticky包含Deanna Brown、Deidre Brown和Yamma Brown创作、詹姆斯·布朗表演的Get Up Offa That Thing（英语：Get Up Offa That Thing）的采样；以及Young Buck（英语：Young Buck）、Timothy Clayton、Polow da Don（英语：Polow da Don）、Zachary Wallace和Blac Elvis（英语：Blac Elvis）创作、Young Buck（英语：Young Buck）表演的Get Buck（英语：Get Buck）的采样。
- ^[e] Balloon包含Uncle Luke（英语：Uncle Luke）、哈里·韦恩·凯西（英语：Harry Wayne Casey）和理查德·芬奇（英语：Richard Finch (musician)）创作、Uncle Luke（英语：Uncle Luke）和Rob Base & DJ E-Z Rock（英语：Rob Base & DJ E-Z Rock）表演的I Wanna Rock的节选。

## 制作人员
名单改编自Tidal。
音乐家
- 泰勒·奥康马 – 主唱、制作、编曲、执行制作（所有曲目）
- 丹尼尔·凯撒 – 客串獻聲（曲目1、9）、和声（曲目6、10）、贝斯（曲目10）
- Teezo Touchdown（英语：Teezo Touchdown） – 客串獻聲（曲目4）
- GloRilla（英语：GloRilla） – 客串獻聲（曲目8）
- 李尔·韦恩 – 客串獻聲（曲目8）
- Sexyy Red（英语：Sexyy Red） – 客串獻聲（曲目8）
- La Toya Williams（英语：LaToiya Williams） – 客串獻聲（曲目9）
- Schoolboy Q（英语：Schoolboy Q） – 客串獻聲（曲目11）
- 桑蒂戈尔德（英语：Santigold） – 客串獻聲（曲目11）、和声（曲目6）
- Playboi Carti – 客串獻聲（曲目11）[b]
- 萝拉·杨（英语：Lola Young (singer)） – 客串獻聲（曲目12）
- Doechii（英语：Doechii） – 客串獻聲（曲目13）
- Bonita Smith – 和声（曲目1、3、4-5、9-15）
- Willow – 和声（曲目3）
- Jazmine Freeman - 和声 (曲目 8)
- Laila S. Freeman - 和声 (曲目 8)
- 唐纳德·格洛沃 – 和声（曲目6、7）
- 雷克斯·奥兰治·郡（英语：Rex Orange County） - 和声 (曲目 7)
- Justin Levy - 和声 (曲目 12)
- Robert Stevenson - 和声 (曲目 12)
- Pedro Martins – 吉他（曲目1、3-6、10）
- Thundercat（英语：Thundercat (musician)） – 贝斯（曲目3、6、7、9、12）
- 史蒂夫·莱西（英语：Steve Lacy） – 吉他（曲目7）
- Inflo（英语：Inflo） - 鼓 (曲目 3), 和声 (曲目 3)
- Kevin Kendricks - 钢琴 (曲目 3, 7, 9, 14)
- Biako - 吉他 (曲目 10)
- Johnny May - 弦乐 (曲目 10), 键盘 (曲目 13)
- Klynik - 键盘 (曲目 13)
- Vic Wainstein - 键盘 (曲目 13)
- Christopher Burns - 铜管乐器 (曲目 8, 11)
- Jason P. Freeman - 铜管乐器 (曲目 8, 11)
- Jerry E. Freeman Jr. - 铜管乐器 (曲目 8, 11)
- Kebbi Williams - 铜管乐器 (曲目 8, 11)
- Brandon Lee Brown - 口哨 (曲目 8)

技术人员
- Vic Wainstein – 混音（所有曲目）
- 泰勒·奥康马 – 录音工程（所有曲目）
- Neal H Pogue（英语：NealHPogue） – 混音（所有曲目）
- 迈克·博齐（英语：Mike Bozzi） – 母带处理（所有曲目）
- Andrew Keller – 其他工程（曲目4）
- 唐纳德·格洛沃 – 其他工程（曲目6、7）
- Aaron Bolton – 其他工程（曲目8）
- Adam Clark – 其他工程（曲目8）
- Chris Carmouche – 其他工程（曲目8）
- Manny Galvez – 其他工程（曲目8）
- Mikaelin BlueSpruce – 其他工程（曲目8）
- Salvador Majail – 其他工程（曲目8）
- Romil Hemnani（英语：Romil Hemnani） – 其他工程（曲目11）
- Jayda Love – 其他工程（曲目13）
- WavyBoyJodii – 其他工程（曲目14）
- Zachary Acosta - 工程助理 (所有曲目)
- Collin Clark – 工程助理（曲目4）
- Danforth Webster – 工程助理（曲目4）
- Garrett Duncan – 工程助理（曲目4）
- Jonathan Lopez Garcia – 工程助理（曲目4）
- Patrick Gardner – 工程助理（曲目4）
- Terena Dawn – 工程助理（曲目4）
- Jordan Schneider – 工程助理（曲目14）
- Nicole Llorens – 工程助理（曲目14)
- Nathan Hoffeldt - 工程助理（曲目 1, 14）